# 월드 오브 구
《월드 오브 구》(영어: World of Goo)는 미국 샌프란시스코에 있는 인디 게임 개발 스튜디오인 2Dboy에서 제작된 게임으로 물리엔진을 기반으로 한 퍼즐게임이다. 구(Goo)라는 구형의 물질들이 살고 있는 세상이라는 이름의 게임인 월드 오브 구는 다양한 구들을 이용하여 구조물을 만들거나 퍼즐을 풀어낸 후, 파이프 라인을 통하여 목표로 할당된 일정량의 구들을 사용하지 않아 살아있는 채로 내보내야하는 형식의 게임이다. 총 4개의 기본 챕터와 에필로그 챕터로 이루어져 있으며, 각 챕터는 또 여러 개의 스테이지로 구성되어 있다. 이 게임은 게임이 출시된 해인 2008년 게임 개발자 회의(Game Developer Conference)에서 개최되는 독립 게임 페스티벌(Independent Game Festival)에서 Design Innovation Award와 Technical Excellence Award를 수상한 게임이고 Seumas McNally Grand Prize 최종후보까지 진출했었다.

## 기본 게임플레이 소개
이 게임은 구라는 특수한 공과 같은 물체를 중심으로 만들어졌다. 플레이어는 이 게임에서 구라는 특수한 물체를 이용하여 구조물을 만들고 구를 파이프로 보내어 각 레벨에서 주어진 할당량 만큼의 구를 획득하는 것을 기본적인 게임플레이로 볼 수 있다. 원래 이 게임은 타워 오브 구(Tower of Goo)라는 월드 오브 구의 공동 개발자인 Kyle Gabler의 실험적 게임플레이 제작 프로젝트(Experimental Gameplay Project)의 프로토타이핑 작품을 근간으로 하여 만들어졌다.이 게임은 전체적으로 5개의 챕터를 바탕으로 만들어져있고, 하나의 추가적인 메타 게임이 존재한다. 메타 게임의 이름은 월드 오브 구 회사(World of Goo Corporation)이다. 이 게임은 기본적으로 진행하는 각 챕터의 레벨 속에서 목표 개수 이상의 구를 수집한 것을 활용하여 진행할 수 있는데 이것은 이 게임의 메인 메뉴에 있는 월드 오브 구 회사의 버튼을 클릭하면 실행할 수 있게 된다. 여기서는 추가적으로 확보한 구들을 가지고 가장 높은 탑을 쌓는 것이 목표이며, 이 곳에서 가장 높은 탑을 쌓는 플레이어의 기록은 개발사인 2D Boy의 서버에 영구히 남게 된다.

## 게임플레이의 목표
이 게임을 플레이할 때 기본적으로 주어지는 목표는 출구로 상징되는 파이프까지 구를 이용한 구조물을 만들어 사용하지 않은 구들을 파이프를 통해 보내야하는데 레벨의 목표를 완료하기 위해서는 각 레벨에서 지정되어 있는 숫자만큼의 구가 필요하다. 각 레벨에는 다양한 형태의 지형과 파이프로 가는 것을 막기 위한 장애물들이 존재하는데, 그 지형에 맞게 그리고 장애물을 통과하기 위한 다리,탑 혹은 기타 구조물들을 주어지는 구들을 이용하여 만들어내야 하는 것이 이 게임의 기본 목적이다. 또 다른 이 게임의 목표는 월드 오브 구 회사(World of Goo Corporation)에서 300개 이하의 구들을 가지고 최대한 높은 탑을 쌓는 것도 존재한다. 또한 OCD(Obsessive Completion Distinction)이라는 목표도 존재하는데 이 목표는 각 레벨의 목표를 최대로 달성할 수 있는 목표를 말한다. 예를 들면 구를 모으는 레벨의 경우에는 가장 많이 모을 수 있는 구의 개수가 OCD가 되며, 구를 모으지 않는 레벨의 경우에는 가장 최소의 움직임으로 레벨을 클리어하는 것이 OCD가 된다.

## 챕터 및 레벨 정보

### 기본제공 챕터 및 레벨 정보[4][5][6]
기본적으로 이 게임은 4개의 챕터와 1개의 에필로그의 형태로 구성되어 있고, 각 챕터와 레벨의 이름과 개발자의 레벨에 대한 코멘트와 레벨의 목표에 대한 정보는 다음과 같다.

| 챕터                            | 레벨명                               | 레벨에 대한 코멘트                             | 목표구의 개수 |
| chap.1 The Goo Fiiled Hills     | Going Up                             | Easy as Goo pie                                | 4             |
| chap.1 The Goo Fiiled Hills     | Small Divide                         | Easier than it looks                           | 8             |
| chap.1 The Goo Fiiled Hills     | Hang Low                             | Wake up the sleeping Goo                       | 8             |
| chap.1 The Goo Fiiled Hills     | Impale Sticky                        | If you get in trouble, just go back in time    | 26            |
| chap.1 The Goo Fiiled Hills     | Ivy Towers                           | Brace yourself                                 | 2             |
| chap.1 The Goo Fiiled Hills     | Tumbler                              | Keep growing                                   | 8             |
| chap.1 The Goo Fiiled Hills     | Chain                                | Balance                                        | 15            |
| chap.1 The Goo Fiiled Hills     | Flying Machine                       | Some balls are lighter than other balls        | 4             |
| chap.1 The Goo Fiiled Hills     | Fisty’s Bog                          | Not too high, not too low                      | 6             |
| chap.1 The Goo Fiiled Hills     | Tower of Goo                         | Higher and higher!                             | 25            |
| chap.1 The Goo Fiiled Hills     | Ode to the Bridge Builder            | It looks harder than it is                     | 8             |
| chap.1 The Goo Fiiled Hills     | Regurgitation Pumping Station        | It’s secret                                    | 0             |
| chap.2 Little Miss World of Goo | Drool                                | Welcome back                                   | 10            |
| chap.2 Little Miss World of Goo | Fly Away Little Ones                 | Multi-terrain hover mobile                     | 4             |
| chap.2 Little Miss World of Goo | Blustery Day                         | Here come the windmills                        | 9             |
| chap.2 Little Miss World of Goo | Welcoming Unit                       | Please wipe your feet                          | 36            |
| chap.2 Little Miss World of Goo | Beauty School                        | It’s time to work                              | 16            |
| chap.2 Little Miss World of Goo | Volcanic Percolator Day Spa          | Bubble up                                      | 12            |
| chap.2 Little Miss World of Goo | Leap Hole                            | It’s not a bug, it’s a feature                 | 6             |
| chap.2 Little Miss World of Goo | Whistler                             | Learn how                                      | 20            |
| chap.2 Little Miss World of Goo | Beauty and the Electric Tentacle     | How did she get up there?                      | 16            |
| chap.2 Little Miss World of Goo | The Red Carpet                       | Get ready for the close-up                     | 10            |
| chap.2 Little Miss World of Goo | Genetic Sorting Machine              | Some balls are prettier than other balls       | 8             |
| chap.3 Cog in the Machine       | Burning Man                          | Welcome to the factory                         | 4             |
| chap.3 Cog in the Machine       | Second Hand Smoke                    | Some balls are more flammable than other balls | 12            |
| chap.3 Cog in the Machine       | Misty’s Long Bony Road               | Happy new year                                 | 8             |
| chap.3 Cog in the Machine       | The Third Wheel                      | Hey, look over there!                          | 16            |
| chap.3 Cog in the Machine       | Water Lock                           | Eureka                                         | 36            |
| chap.3 Cog in the Machine       | Super Fuse Challenge Time            | Everyone's a winner                            | 10            |
| chap.3 Cog in the Machine       | Upper Shaft                          | Strategic demolition                           | 10            |
| chap.3 Cog in the Machine       | You Have To Explode The Head         | The original cog in the machine                | 4             |
| chap.3 Cog in the Machine       | Incineration Destination             | The puzzling adventure                         | 12            |
| chap.3 Cog in the Machine       | Product Launcher                     | Happy new year                                 | 0             |
| chap.4 Information Superhighway | Hello, World                         |                                                | 4             |
| chap.4 Information Superhighway | Bulletin Board System                | Packet loss mitigation operation               | 4             |
| chap.4 Information Superhighway | Grape Vine Virus                     | The benevolent infection                       | 4             |
| chap.4 Information Superhighway | Graphic Processing Unit              | Unauthorized upgrade mod                       | 6             |
| chap.4 Information Superhighway | Road Blocks                          | Tech supports                                  | 4             |
| chap.4 Information Superhighway | Graceful Failure                     | Unblocked                                      | 4             |
| chap.4 Information Superhighway | Alice and Bob and Third Party        | Somebody is listening                          | 30            |
| chap.4 Information Superhighway | The Server Farm                      | cpu cycles at low low prices!                  | 4             |
| chap.4 Information Superhighway | MOM’s Computer                       | Welcome home                                   | 0             |
| chap.4 Information Superhighway | Deliverance                          | Recycle bin and back again                     | 0             |
| Epilogue. End of the World      | Infesty the Worm                     | Recycle bin and back again                     | 4             |
| Epilogue. End of the World      | Horizontal Transportation Innovation | Blue sky smackdown                             | 8             |
| Epilogue. End of the World      | Weather Vane                         | Cloudy with a chance of doom                   | 6             |
| Epilogue. End of the World      | Observatory Observation Station      | This is it!                                    | 0             |

### 월드 오브 구 회사(World of Goo Corporation)
월드 오브 구에서 제공하는 챕터의 각 레벨의 목표 구를 모두 회수시키고도 남는 구 볼들을 이용하여 높은 구조물을 쌓아올려 누가 더 높은 구의 구조물을 쌓는지 경쟁하는 게임플레이 모드이다. 최대 300개의 구 볼을 가지고 게임플레이를 진행할 수 있으며, 현재 50미터 정도가 최고 기록으로 알려져 있다.

### Mods(유저가 만드는 레벨)[8]
월드 오브 구의 팬들은 Goo Tool이라는 베타버전의 프로그램을 통하여 월드 오브 구 레벨을 디자인하거나 새로운 Mods들을 만들어 내놓고 있다. 이 프로그램을 실행하기 위해서는 Goo Tool을 다운로드받아 월드 오브 구와 같이 실행해야만 사용할 수 있다.

## 구 볼(Goo Balls)에 대한 정보
월드 오브 구에는 다양한 형태의 구가 등장하고 그 구의 특징을 이용하여 각 레벨의 목표를 달성할 수 있다. 아래는 구들의 특징에 대한 설명과 등장 레벨에 대한 정보이다.
| 구 볼의 이름  | 특징 설명 | 구 볼 사용 레벨 |
| BlockHead     | 네모 모양의 블록 | Alice and Bob and Third Party Graceful Failure Road Blocks |
| BombMini      | 작은 움직일 수 없는, 상호작용할 수 없는 폭탄 구 | Burning Man |
| BombShaft     | Upper Shaft에 등장하는 커다란 폭탄 구 | Upper Shaft |
| BombSticky    | 어떤 표면에도 붙을 수 있는 폭탄 구 | Incineration Destination You Have To Explode The Head |
| Bone          | 스파이크에 닿아도 부서지지 않는 구 | Misty’s Long Bony Road Third Wheel |
| Common        | 가장 일반적으로 사용되는 구, 한번 붙이면 다시 뗄 수 없는 성질을 가지고 있다                                                                           | Beauty School Chain Drool Economic Divide Fisty Reaches Out Fly Away Little Ones Flying Machine Going Up Graceful Failure HT Innovation Committee Immigration Naturalization Unit Impale Sticky Infesty The Worm Misty’s Long Bony Road Regurgitation Pumping Station Road Blocks The Server Third Wheel Tower Of Goo Upper Shaft Volcanic Per collator Day Spa Whistler |
| Ballon        | 헬륨을 포함하고 있어 구조물을 공중으로 띄우는데 사용하는 구                                                                                           | Beauty And The Tentacle Beauty School Blustery Day Burning Man Fisty Reaches Out Fly Away Little Ones Flying Machine Genetic Sorting Machine HT Innovation Committee Immigration Naturalization Unit Infesty The Worm Product Launcher Weather Vane |
| Common_albino | Common과 비슷한 성질을 가진 흰색 구, 구조물로 만들 때 4개의 팔을 가지는 특징이 있다                                                                   | Beauty And The Tentacle Hang Low Incineration Destination Red Carpet Second Hand Smoke Tumbler Water Lock You Have To Explode The Head |
| Common_black  | Common과 비슷한 형태의 검은색 구이지만 탄성이 약한 특징이 있다                                                                                        | Ode To Bridge Builder Weather Vane |
| Distant       | 타이틀 스크린에 떠 있는 조그만 구, 타이틀 스크린에서 클릭하여 자유롭게 던질 수 있다                                                                   | Map World View(Title Screen) |
| Bit           | 3D 구 세계(Chapter 4)의 기본형태의 구로 드래그를 통하여 쏠 수 있고, 독극물에 닿았을 때는 Pilot 구로 변한다                                            | Bulletin Board System Deliverance Grape Vine Virus Graphic Processing Unit Hello, World |
| EvilEye       | 공기보다 가벼워 구조물을 띄우는 역할을 하며, 스토리 설정 상 공중에서 구의 세계를 바라보는 눈의 역할을 한다                                            | Regurgitation Pumping Station |
| Fish          | 공기보다 가벼워 구조물을 띄우는 역할을 하며, 에필로그에서 관찰소를 공중으로 띄우는 역할을 한다                                                        | Observatory Observation Station |
| Fuse          | 불을 붙일 수 있는 구, 폭탄의 심지로 사용할 수 있다 | Burning Man Incineration Destination Product Launcher Second Hand Smoke Super Fuse Challenge Time Upper Shaft You Have To Explode The Head |
| Ivy           | 구조물을 만들 때 떼었다 붙였다 할 수 있는 성질을 가졌고, 구조물 제작 시 세 개의 팔을 가지는 녹색 구                                                   | Beauty School Chain Drool Genetic Sorting Machine Immigration Naturalization Unit Ivy Tower Leap Hole Product Launcher Red Carpet Regurgitation Pumping Station Third Wheel Tumbler Upper Shaft Volcanic Per colator Day Spa You Have To Explode The Head |
| Pilot         | 3D 세계(Chapter 4)에서 서로 이어지는 형태로 사용할 수 있는 빨간색 구이다. Bits와 마찬가지로 드래그를 통해 쏠 수 있다. Exit 파이프로 직접 쏠 수도 있다 | Alice and Bob and the Third Party Grape Vine Virus Graphic Processing Unit |
| Pixel         | 3D 세계(Chapter 4)에서 쏠 수 없는 형태의 네모난 녹색 구 , 하지만 구조를 만드는데 사용할 수 있다                                                       | Bulletin Board System Deliverance Hello, World |
| Pokey         | 어떤 표면에도 달라붙을 수 있게 도와주는 네 개의 팔을 가진 노란색 구                                                                                   | Third Wheel Water Lock |
| RectHead      | 직사각형의 블록 | Alice and Bob and Third Party Graceful Failure Road Blocks |
| Water         | 하나의 팔만 존재하여 아래로 떨어지는 형태로만 서로 연결이 가능한 투명한 구                                                                            | Blustery Day Drool Fly Away Little Ones Whistler |

## 평가
| 평가 |                                               |
| --- | --------------------------------------------- |
| 통합 점수 통합사 점수 메타크리틱 PC: 90/100 [ 10 ] WII: 94/100 [ 11 ] iOS: 96/100 [ 12 ] NS: 84/100 [ 13 ] 평론 점수 평론사 점수 1UP.com A [ 14 ] 유로게이머 WII: 10/10 [ 15 ] PC: 9/10 [ 16 ] 게임스팟 9/10 [ 17 ] IGN 9.5/10 [ 18 ] 닌텐도 월드 리포트 10/10 [ 19 ] ONM 95/100 [ 20 ] |                                               |
| 통합 점수 |                                               |
| 통합사 | 점수                                          |
| 메타크리틱 | PC: 90/100 WII: 94/100 iOS: 96/100 NS: 84/100 |
| 평론 점수 |                                               |
| 평론사 | 점수                                          |
| 1UP.com | A                                             |
| 유로게이머 | WII: 10/10 PC: 9/10                           |
| 게임스팟 | 9/10                                          |
| IGN | 9.5/10                                        |
| 닌텐도 월드 리포트 | 10/10                                         |
| ONM | 95/100                                        |